# ジェイムズ・グレゴリー
ジェイムズ・グレゴリー（James Gregory、1941年11月7日 - 2003年）は、南アフリカの刑務官。映画『マンデラの名もなき看守』の原作『さようなら、バファナ』（Goodbye Bafana）の作者・主人公。

## 生涯
南アフリカの刑務官として仕事に従事する。コサ語を理解できる。1968年より、ネルソン・マンデラらが収容されていたロベン刑務所で、手紙検閲および看守の任務をこなす。著作の『さようなら、バファナ』によれば、最初はネルソン・マンデラの死刑を当然としていた考えに立っていたが、マンデラと対話し信頼を得るようになったとしている。1982年、ネルソン・マンデラはポルズムーア刑務所に移されるが、グレゴリーもその刑務所に転勤することとなる。息子のブレントも父と同じ刑務官に任官するが、交通事故で急死する。
一方、マンデラの著作の『自由への長い道』(Long Walk to Freedom)において、グレゴリーに２回言及しているが、ロベン刑務所のエピソードは書かれていない。ポルズムーア刑務所で初めてグレゴリーを知り、好感の持てるやさしい話し方をする刑務官で、妻ウィニー・マンデラに対しても丁寧に応対していたことが書かれている。1990年2月11日のビクターバースター刑務所からの釈放の日のエピソードで、マンデラとグレゴリーが抱き合ったということ、政治的議論はしたことがないが、何か絆ができ、別れを惜しんだとある。また、映画『マンデラの名もなき看守』の製作過程ドキュメンタリービデオでのインタビューでマンデラは、グレゴリーがすばらしい刑務官としてよく知られ、誰にでも礼儀正しく、一目置いていたことを話している。
なお、マンデラの伝記『マンデラ 闘い・愛・人生』を書いた著名なジャーナリストアンソニー・サンプソンは、映画『マンデラの名もなき看守』の内容は事実ではなく、実際のグレゴリーはロベン島でマンデラと会話などせず、ただ検閲作業でマンデラの人物像を垣間見たことを、自分の金儲けのために本にしたのだとグレゴリーを厳しく批判している。
グレゴリーは、1994年5月10日のマンデラの大統領就任式に招待され、マンデラの親しい看守も招かれているという報道が日本でもなされていた。2003年に死去。ジョセフ・ファインズがグレゴリーの役として登場する映画『マンデラの名もなき看守』が2007年に世界中で公開され、彼の名前がよく知られるようになる。